# Dezső Kosztolányi
Dezső Kosztolányi de Nemeskosztolány (Szabadka, 29 marzo 1885 – Budapest, 3 novembre 1936) è stato un poeta, scrittore, giornalista e traduttore ungherese, conosciuto in Italia per il romanzo Le mirabolanti avventure di Kornél.

## Biografia
Fu una degli scrittori più importanti, tra gli esponenti della corrente radicale borghese, riunita attorno alla rivista Nyugat, caratterizzata da intenti rivoluzionari e rinnovamenti formali.
Il suo stile fu principalmente parnassiano e crepuscolare, comprendente elementi allusivi e sfumati, angoscia esistenziale, e focalizzazione sull'individuo.
Ha tradotto, tra gli altri Shakespeare, Wilde, Rilke, Goethe, Baudelaire, Verlaine e Maupassant